# Шахмаран (сериал)
Шахмаран (на турски: Şahmaran) e турски сериал фентъзи, излъчен премиерно на 20 януари 2023 г. по „Нетфликс“. Първият сезон се състои от 8 епизода.

## Сюжет
Шахсу е решена да се изправи срещу дядо си, който е напуснал майка ѝ преди години в Адана, където отива като преподавател. По време на това пътуване тя се озовава в средата на необичайна и мистериозна общност, наречена Мар, произхождаща от Шахмаран. Вярвайки в легендата за Шахмаран, един от най-великите символи на любовта и мъдростта, расата Мар очаква завършването на историческото пророчество с пристигането на Шахсу. Нищо вече няма да е същото, когато пътищата на Шахсу и Маран се пресичат, която се кани да поиска от дядо си сметка за миналото.

## Актьорски състав
- Серенай Саръкая – Шахсу
- Бурак Дениз – Маран
- Мерт Рамазан Демир – Джихан
- Мустафа Угурлу – Давут
- Махир Гюнширай – Урал
- Хакан Карахан – Лакму
- Елиф Нур Керкюк – Медине
- Мехмет Билге Аслан – Салих
- Берфу Халисдемир – Диба
- Нилай Ердьонмез – Харе
- Нил Суде Албайрак – Бике
- Йознур Серчелер – Гюл
- Ебру Йозкан – Чавгеш
- Алмина Гюнайдин – Шахсу като дете